# Show Champion
Show Champion (coréen : 쇼 챔피언), est une émission de télévision sud-coréenne diffusée sur MBC Music, animée par les membres Jeon Minwook et Jang Yeojun du groupe Close Your Eyes accompagnés de Nam Seongmo du groupe 82MAJOR. Cette émission est diffusée tous les mercredis à 18h00.

## Présentateurs
MC Principaux
- Shindong et Kim Kyung Jin (14 février 2012 – 25 décembre 2012)
- Ham Eunjung (30 janvier 2013 – 28 août 2013)
- Amber (30 janvier 2013 – 18 décembre 2013)
- Kangin (8 janvier 2014 – 31 décembre 2014)
- Doyoung et Jaehyun (21 janvier 2015 – 1er juillet 2015)
- Kim Shin-young (8 juillet 2015 – 11 décembre 2019)
- Moonbin, Yoon San-ha et Kangmin (4 mars 2020 - 26 octobre 2022)
- Moon Sua, Tsuki et Nana (8 février 2023 - 15 novembre 2023)
- Gaon et Keum (21 février 2024 - 26 mars 2025)
- Keum et MC Spécial (6 avril 2025 - 7 mai 2025)
- Jeon Minwook, Jang Yeojun et Nam Seongmo (7 mai 2025 - présent)

MC Spécial 
- 1er juillet 2020 : Moonbin, Yoon San-ha et Hyeongjun
- 8 décembre 2021 : Moonbin, Yoon San-ha et Leedo
- 9 mars 2022 : Kangmin, Sumin et Seeun
- 1er juin 2022 : Kangmin, Leedo et  Ravn
- 14 septembre 2022 : Moonbin, Yoon San-ha et Hyunsuk
- 28 septembre 2022 : Moonbin, Yoon San-ha et Sullyoon
- 12 octobre 2022 : Moonbin, Yoon San-ha et Serim
- 19 octobre 2022 : Sullyoon, Haewon et Kyujin
- 16 novembre 2022 : Yand Yo-seob et Son Dong-woon
- 23 novembre 2022 : Cha Jun-ho, Donggeon et Kim Jong Hyun
- 30 novembre 2022 : Nana et Wooyeon
- 7 décembre 2022 : Hyunsuk, Seunghun et Bae Jin-young
- 20 et 27 septembre 2023 : Tsuki, Nana (woo!ah!) et Minseo (woo!ah!)

## Liste des vainqueurs

### 2012
| Date       | Artiste               | Chanson                        |
| ---------- | --------------------- | ------------------------------ |
| 21 février | F.T. Island           | "Severely"                     |
| 28 février | F.T. Island           | "Severely"                     |
| 6 mars     | Miss A                | "Touch"                        |
| 13 mars    | John Park             | "Falling"                      |
| 20 mars    | 2AM                   | "I Wonder If You Hurt Like Me" |
| 27 mars    | Shinee                | "Sherlock (Clue + Note)"       |
| 3 avril    | Shinee                | "Sherlock (Clue + Note)"       |
| 10 avril   | CN Blue               | "Hey You"                      |
| 17 avril   | 4Minute               | "Volume Up"                    |
| 24 avril   | 4Minute               | "Volume Up"                    |
| 1er mai    | Sistar                | "Alone"                        |
| 8 mai      | Girls' Generation-TTS | "Twinkle"                      |
| 15 mai     | Girls' Generation-TTS | "Twinkle"                      |
| 22 mai     | Girls' Generation-TTS | "Twinkle"                      |
| 29 mai     | Pas d'émission        | Pas d'émission                 |
| 5 juin     | Infinite              | "The Chaser"                   |
| 12 juin    | Wonder Girls          | "Like This"                    |
| 19 juin    | Wonder Girls          | "Like This"                    |
| 26 juin    | f(x)                  | "Electric Shock (en)"          |
| 3 juillet  | f(x)                  | "Electric Shock (en)"          |
| 10 juillet | Super Junior          | "Sexy, Free & Single (en)"     |
| 17 juillet | Super Junior          | "Sexy, Free & Single (en)"     |
| 24 juillet | Super Junior          | "Sexy, Free & Single (en)"     |
| 31 juillet | Pas d'émission        | Pas d'émission                 |
| 7 août     | Pas d'émission        | Pas d'émission                 |
| 14 août    | BoA                   | "Only One"                     |
| 21 août    | Beast                 | "Beautiful Night"              |
| 28 août    | Kara                  | "Pandora"                      |

À partir du 4 septembre 2012, le système de rang n'est plus utilisé avant de revenir le 30 janvier 2013.

### 2013
| Date         | Artiste                           | Chanson                           |
| ------------ | --------------------------------- | --------------------------------- |
| 30 janvier   | CN Blue                           | "I'm Sorry"                       |
| 6 février    | CN Blue                           | "I'm Sorry"                       |
| 13 février   | CN Blue                           | "I'm Sorry"                       |
| 20 février   | Sistar19                          | "Gone Not Around Any Longer"      |
| 27 février   | SHINee                            | "Dream Girl"                      |
| 6 mars       | SHINee                            | "Dream Girl"                      |
| 13 mars      | SHINee                            | "Dream Girl"                      |
| 20 mars      | SHINee                            | "Dream Girl"                      |
| 27 mars      | 2AM                               | "One Spring Day"                  |
| 3 avril      | Infinite                          | "Man In Love"                     |
| 10 avril     | Davichi                           | "Turtle"                          |
| 17 avril     | K.Will (en)                       | "Love Blossom"                    |
| 24 avril     | K.Will (en)                       | "Love Blossom"                    |
| 1er mai      | Cho Yong-pil (en)                 | "Hello"                           |
| 8 mai        | 4Minute                           | "What's Your Name?"               |
| 15 mai       | 4Minute                           | "What's Your Name?"               |
| 22 mai       | 4Minute                           | "What's Your Name?"               |
| 29 mai       | Shinhwa                           | "This Love"                       |
| 5 juin       | Shinhwa                           | "This Love"                       |
| 12 juin      | Lee Hyori                         | "Bad Girls"                       |
| 19 juin      | EXO                               | "Wolf"                            |
| 26 juin      | Sistar                            | "Give It To Me"                   |
| 3 juillet    | Spécial mi-année                  | Spécial mi-année                  |
| 10 juillet   | Dynamic Duo                       | "BAAAM"                           |
| 17 juillet   | Apink                             | "No No No (en)"                   |
| 24 juillet   | Ailee                             | "U&I"                             |
| 31 juillet   | Infinite                          | "Destiny"                         |
| 7 août       | f(x)                              | "Rum Pum Pum Pum"                 |
| 14 août      | MBC Show Champion Sokcho Festival | MBC Show Champion Sokcho Festival |
| 21 août      | EXO                               | "Growl"                           |
| 28 août      | EXO                               | "Growl"                           |
| 4 septembre  | EXO                               | "Growl"                           |
| 11 septembre | Teen Top                          | "Rocking"                         |
| 18 septembre | Kara                              | "Damaged Lady"                    |
| 25 septembre | Kara                              | "Damaged Lady"                    |
| 2 octobre    | Busker Busker (en)                | "Love, at first"                  |
| 9 octobre    | Busker Busker (en)                | "Love, at first"                  |
| 16 octobre   | IU                                | "The Red Shoes"                   |
| 23 octobre   | SHINee                            | "Everybody (en)"                  |
| 30 octobre   | SHINee                            | "Everybody (en)"                  |
| 6 novembre   | Trouble Maker                     | "Now"                             |
| 13 novembre  | Miss A                            | "Hush"                            |
| 20 novembre  | Trouble Maker                     | "Now"                             |
| 27 novembre  | Pas d'émission / gagnant          | Pas d'émission / gagnant          |
| 4 décembre   | Hyolyn                            | "One Way Love"                    |
| 11 décembre  | Pas d'émission / gagnant          | Pas d'émission / gagnant          |
| 18 décembre  | EXO                               | "Miracles in December"            |
| 25 décembre  | Pas d'émission / gagnant          | Pas d'émission / gagnant          |

### 2014
| Episode | Date         | Artiste                           | Chanson                           |                                   |
| ------- | ------------ | --------------------------------- | --------------------------------- | --------------------------------- |
| —       | 1er janvier  | Pas d'émission                    | Pas d'émission                    |                                   |
| 90      | 8 janvier    | Girl's Day                        | "Something"                       |                                   |
| 91      | 15 janvier   | Ailee                             | "Singing Got Better"              |                                   |
| 92      | 22 janvier   | B1A4                              | "Lonely"                          |                                   |
| 93      | 29 janvier   | B1A4                              | "Lonely"                          |                                   |
| 94      | 5 février    | B1A4                              | "Lonely"                          |                                   |
| 95      | 12 février   | B.A.P                             | "1004 (Angel)"                    |                                   |
| 96      | 19 février   | Soyou & Junggigo (en)             | "Some (en)"                       |                                   |
| 97      | 26 février   | Épisode spécial, pas de gagnant   | Épisode spécial, pas de gagnant   |                                   |
| 98      | 5 mars       | CN Blue                           | "Can't Stop (en)"                 |                                   |
| 99      | 12 mars      | Girls' Generation                 | "Mr.Mr. (en)"                     |                                   |
| 100     | 19 mars      | Girls' Generation                 | "Mr.Mr. (en)"                     |                                   |
| 101     | 26 mars      | Épisode spécial, pas de gagnant   | Épisode spécial, pas de gagnant   |                                   |
| —       | 2 avril      | Pas d'émission                    | Pas d'émission                    | Pas d'émission                    |
| 102     | 9 avril      | Apink                             | "Mr. Chu"                         |                                   |
| 103     | 16 avril     | Mad Clown et Hyolin               | "Without You"                     |                                   |
| —       | 23 avril     | Pas d'émission                    | Pas d'émission                    | Pas d'émission                    |
| —       | 30 avril     | Pas d'émission                    | Pas d'émission                    | Pas d'émission                    |
| —       | 7 mai        | Pas d'émission                    | Pas d'émission                    | Pas d'émission                    |
| 104     | 14 mai       | EXO-K                             | "Overdose"                        |                                   |
| 105     | 21 mai       | Wheesung                          | "Night and Day"                   |                                   |
| 106     | 28 mai       | Infinite                          | "Last Romeo"                      |                                   |
| 107     | 4 juin       | Infinite                          | "Last Romeo"                      |                                   |
| 108     | 11 juin      | VIXX                              | "Eternity"                        |                                   |
| —       | 18 juin      | Pas d'émission                    | Pas d'émission                    | Pas d'émission                    |
| 109     | 25 juin      | Émission spéciale, pas de gagnant | Émission spéciale, pas de gagnant | Émission spéciale, pas de gagnant |
| 110     | 2 juillet    | BEAST                             | "Good Luck (en)"                  |                                   |
| 111     | 9 juillet    | K.Will (en)                       | "Day 1"                           |                                   |
| 112     | 16 juillet   | f(x)                              | "Red Light"                       |                                   |
| 113     | 23 juillet   | B1A4                              | "Solo Day"                        |                                   |
| 114     | 30 juillet   | Girl's Day                        | "Darling"                         |                                   |
| 115     | 6 août       | Hyuna                             | "Red (en)"                        |                                   |
| 116     | 13 août      | Hyuna                             | "Red (en)"                        |                                   |
| 117     | 20 août      | Block B                           | "H.E.R"                           |                                   |
| 118     | 27 août      | Kara                              | "Mamma Mia"                       |                                   |
| 119     | 3 septembre  | Sistar                            | "I Swear"                         |                                   |
| 120     | 10 septembre | Super Junior                      | "Mamacita (en)"                   |                                   |
| 121     | 17 septembre | Super Junior                      | "Mamacita (en)"                   |                                   |
| 122     | 24 septembre | Teen Top                          | "Missing (en)"                    |                                   |
| —       | 1er octobre  | Pas d'émission                    | Pas d'émission                    |                                   |
| —       | 8 octobre    | Pas d'émission                    | Pas d'émission                    |                                   |
| 123     | 15 octobre   | Ailee                             | "Don't Touch Me"                  |                                   |
| 124     | 22 octobre   | VIXX                              | "Error"                           |                                   |
| 125     | 29 octobre   | BEAST                             | "12:30"                           |                                   |
| 126     | 5 novembre   | Épisode spécial, pas de gagnant   | Épisode spécial, pas de gagnant   |                                   |
| —       | 12 novembre  | Pas d'émission                    | Pas d'émission                    |                                   |
| 127     | 19 novembre  | AOA                               | "Like a Cat"                      |                                   |
| 128     | 26 novembre  | Kyunhyun                          | "At Gwanghwamun"                  |                                   |
| —       | 3 décembre   | Pas d'émission                    | Pas d'émission                    |                                   |
| —       | 10 décembre  | Pas d'émission                    | Pas d'émission                    |                                   |
| —       | 17 décembre  | Pas d'émission                    | Pas d'émission                    |                                   |
| —       | 24 décembre  | Pas d'émission                    | Pas d'émission                    |                                   |
| —       | 31 décembre  | Pas d'émission                    | Pas d'émission                    |                                   |

### 2015
| Episode | Date         | Artiste                           | Chanson                           |
| ------- | ------------ | --------------------------------- | --------------------------------- |
| —       | 7 janvier    | Pas d'émission                    | Pas d'émission                    |
| —       | 14 janvier   | Pas d'émission                    | Pas d'émission                    |
| 129     | 21 janvier   | Jonghyun                          | "Déjà-Boo"                        |
| 130     | 28 janvier   | Mad Clown                         | "Fire"                            |
| 131     | 4 février    | Jung Yong-hwa                     | "One Fine Day (en)"               |
| 132     | 11 février   | Zion.T et Crush                   | "Just"                            |
| 133     | 18 février   | 4Minute                           | "Crazy"                           |
| 134     | 25 février   | 4Minute                           | "Crazy"                           |
| 135     | 4 mars       | VIXX                              | "Love Equation"                   |
| 136     | 11 mars      | Shinhwa                           | "Sniper"                          |
| 137     | 18 mars      | Shinhwa                           | "Sniper"                          |
| 138     | 25 mars      | Minah                             | "I Am a Woman Too"                |
| 139     | 1er avril    | Red Velvet                        | "Ice Cream Cake (en)"             |
| 140     | 8 avril      | EXO                               | "Call Me Baby"                    |
| 141     | 15 avril     | EXO                               | "Call Me Baby"                    |
| 142     | 22 avril     | EXO                               | "Call Me Baby"                    |
| 143     | 29 avril     | EXID                              | "Ah Yeah"                         |
| 144     | 6 mai        | EXID                              | "Ah Yeah"                         |
| 145     | 13 mai       | BTS                               | "I Need U (en)"                   |
| 146     | 20 mai       | Big Bang                          | "Loser (en)"                      |
| 147     | 27 mai       | Shinee                            | "View"                            |
| —       | 3 juin       | Pas d'émission                    | Pas d'émission                    |
| 148     | 10 juin      | EXO                               | "Love Me Right"                   |
| 149     | 17 juin      | EXO                               | "Love Me Right"                   |
| 150     | 24 juin      | EXO                               | "Love Me Right"                   |
| 151     | 1er juillet  | AOA                               | "Heart Attack"                    |
| 152     | 8 juillet    | Sistar                            | "Shake It"                        |
| 153     | 15 juillet   | Girls' Generation                 | "Party"                           |
| 154     | 22 juillet   | Infinite                          | "Bad"                             |
| —       | 29 juillet   | Apink                             | "Remember"                        |
| 155     | 5 août       | Beast                             | "YeY"                             |
| 156     | 12 août      | Shinee                            | "Married to the Music"            |
| 157     | 19 août      | B1A4                              | "Sweet Girl"                      |
| 158     | 26 août      | Girls' Generation                 | "Lion Heart"                      |
| —       | 2 septembre  | Pas d'émission                    | Pas d'émission                    |
| —       | 9 septembre  | Pas d'émission                    | Pas d'émission                    |
| 159     | 16 septembre | Red Velvet                        | "Dumb Dumb (en)"                  |
| 160     | 23 septembre | CN Blue                           | "Cinderella (en)"                 |
| 161     | 30 septembre | Émission spéciale, pas de gagnant | Émission spéciale, pas de gagnant |
| 162     | 7 octobre    | Ailee                             | "Mind Your Own Business"          |
| 163     | 14 octobre   | Taeyeon                           | "I (en)"                          |
| 164     | 21 octobre   | BtoB                              | "Way Back Home"                   |
| —       | 28 octobre   | Pas d'émission                    | Pas d'émission                    |
| —       | 4 novembre   | Pas d'émission                    | Pas d'émission                    |
| —       | 11 novembre  | Pas d'émission                    | Pas d'émission                    |
| 165     | 18 novembre  | VIXX                              | "Chained Up"                      |
| 166     | 25 novembre  | EXID                              | "Hot Pink"                        |
| 166     | 2 décembre   | Dynamic Duo                       | "Jam"                             |
| 167     | 9 décembre   | BTS                               | "Run (en)"                        |
| 168     | 16 décembre  | BTS                               | "Run (en)"                        |
| 169     | 23 décembre  | Émission spéciale, pas de gagnant | Émission spéciale, pas de gagnant |
| —       | 30 décembre  | Pas d'émission                    | Pas d'émission                    |

### 2016
| Episode | Date         | Artiste                           | Chanson                           |                                   |
| ------- | ------------ | --------------------------------- | --------------------------------- | --------------------------------- |
| —       | 6 janvier    | Pas d'émission                    | Pas d'émission                    |                                   |
| —       | 13 janvier   | Pas d'émission                    | Pas d'émission                    |                                   |
| 170     | 20 janvier   | Émission spéciale, pas de gagnant | Émission spéciale, pas de gagnant |                                   |
| 171     | 27 janvier   | Crush                             | "Don't Forget (feat. Taeyeon)"    |                                   |
| 172     | 3 février    | GFriend                           | "Rough (en)"                      |                                   |
| 173     | 10 février   | Winner                            | "Sentimental"                     |                                   |
| 174     | 17 février   | GFriend                           | "Rough (en)"                      |                                   |
| 175     | 24 février   | GFriend                           | "Rough (en)"                      |                                   |
| 176     | 2 mars       | Taemin                            | "Press Your Number"               |                                   |
| 177     | 9 mars       | Mamamoo                           | "You're the Best"                 |                                   |
| 178     | 16 mars      | Mamamoo                           | "You're the Best"                 |                                   |
| 179     | 23 mars      | Red Velvet                        | "One of These Nights (en)"        |                                   |
| 180     | 30 mars      | Pas de gagnant                    | Pas de gagnant                    |                                   |
| 181     | 6 avril      | BtoB                              | "Remember That (en)"              |                                   |
| 182     | 13 avril     | CN Blue                           | "You're So Fine (en)"             |                                   |
| 183     | 20 avril     | Block B                           | "Toy"                             |                                   |
| 184     | 27 avril     | VIXX                              | "Dynamite"                        |                                   |
| 185     | 4 mai        | Seventeen                         | "Pretty U"                        |                                   |
| 186     | 11 mai       | Seventeen                         | "Pretty U"                        |                                   |
| 187     | 18 mai       | Tiffany                           | "I Just Wanna Dance"              |                                   |
| 188     | 25 mai       | AOA                               | "Good Luck"                       |                                   |
| 189     | 1er juin     | Jonghyun                          | "She Is"                          |                                   |
| 190     | 8 juin       | EXID                              | "L.I.E"                           |                                   |
| —       | 15 juin      | Pas d'émission                    | Pas d'émission                    | Pas d'émission                    |
| 191     | 22 juin      | EXO                               | "Monster"                         |                                   |
| 192     | 29 juin      | Sistar                            | "I Like That"                     |                                   |
| 193     | 6 juillet    | Sistar                            | "I Like That"                     |                                   |
| 194     | 13 juillet   | BEAST                             | "Ribbon"                          |                                   |
| 195     | 20 juillet   | GFriend                           | "Navillera (en)"                  |                                   |
| 196     | 27 juillet   | Émission spéciale, pas de gagnant | Émission spéciale, pas de gagnant | Émission spéciale, pas de gagnant |
| —       | 3 août       | Pas d'émission                    | Pas d'émission                    | Pas d'émission                    |
| 197     | 10 août      | GFriend                           | "Navillera (en)"                  |                                   |
| 198     | 17 août      | I.O.I                             | "Whatta Man"                      |                                   |
| 199     | 24 août      | VIXX                              | "Fantasy"                         |                                   |
| 200     | 31 août      | EXO                               | "Lotto"                           |                                   |
| —       | 7 septembre  | Pas d'émission                    | Pas d'émission                    | Pas d'émission                    |
| 201     | 14 septembre | Émission spéciale, pas de gagnant | Émission spéciale, pas de gagnant | Émission spéciale, pas de gagnant |
| 202     | 21 septembre | Red Velvet                        | "Russian Roulette (en)"           |                                   |
| 203     | 28 septembre | Im Chang-jung (en)                | "The Love That I Committed"       |                                   |
| —       | 5 octobre    | Pas d'émission                    | Pas d'émission                    | Pas d'émission                    |
| —       | 12 octobre   | Pas d'émission                    | Pas d'émission                    | Pas d'émission                    |
| 204     | 19 octobre   | BTS                               | "Blood, Sweat and Tears"          |                                   |
| 205     | 26 octobre   | I.O.I                             | "Very Very Very"                  |                                   |
| 206     | 2 novembre   | TWICE                             | "TT (en)"                         |                                   |
| 207     | 9 novembre   | Émission spéciale, pas de gagnant | Émission spéciale, pas de gagnant | Émission spéciale, pas de gagnant |
| —       | 16 novembre  | Pas d'émission                    | Pas d'émission                    | Pas d'émission                    |
| —       | 23 novembre  | Pas d'émission                    | Pas d'émission                    | Pas d'émission                    |
| 208     | 30 novembre  | Sejeong                           | "Flower Way (en)"                 |                                   |
| —       | 7 décembre   | Pas d'émission                    | Pas d'émission                    | Pas d'émission                    |
| 209     | 14 décembre  | B1A4                              | "A Lie"                           |                                   |
| 210     | 21 décembre  | Seventeen                         | "Boom Boom"                       |                                   |
| —       | 28 décembre  | Pas d'émission                    | Pas d'émission                    | Pas d'émission                    |

### 2017
| Episode | Date         | Artiste                           | Chanson                           |                                   |
| ------- | ------------ | --------------------------------- | --------------------------------- | --------------------------------- |
| —       | 4 janvier    | Pas d'émission                    | Pas d'émission                    | Pas d'émission                    |
| 211     | 11 janvier   | Émission spéciale, pas de gagnant | Émission spéciale, pas de gagnant | Émission spéciale, pas de gagnant |
| 212     | 18 janvier   | AOA                               | "Excuse Me"                       |                                   |
| 213     | 25 janvier   | AOA                               | "Excuse Me"                       |                                   |
| 214     | 1er février  | Émission spéciale, pas de gagnant | Émission spéciale, pas de gagnant | Émission spéciale, pas de gagnant |
| 215     | 8 février    | Red Velvet                        | "Rookie (en)"                     |                                   |
| 216     | 15 février   | Red Velvet                        | "Rookie (en)"                     |                                   |
| 217     | 22 février   | BTS                               | "Spring Day (en)"                 |                                   |
| 218     | 1er mars     | Émission spéciale, pas de gagnant | Émission spéciale, pas de gagnant | Émission spéciale, pas de gagnant |
| 219     | 8 mars       | TWICE                             | "Knock Knock (en)"                |                                   |
| 220     | 15 mars      | BtoB                              | "Movie"                           |                                   |
| 221     | 22 mars      | GOT7                              | "Never Ever"                      |                                   |
| 222     | 29 mars      | Highlight                         | "Plz Don't Be Sad"                |                                   |
| 223     | 5 avril      | Girl's Day                        | "I'll Be Yours"                   |                                   |
| 224     | 12 avril     | IU                                | "Through the Night (en)"          |                                   |
| 225     | 19 avril     | Jung Eun-ji                       | "The Spring"                      |                                   |
| 226     | 26 avril     | EXID                              | "Night Rather Than Day"           |                                   |
| —       | 3 mai        | Pas d'émission                    | Pas d'émission                    | Pas d'émission                    |
| 227     | 10 mai       | Émission spéciale, pas de gagnant | Émission spéciale, pas de gagnant | Émission spéciale, pas de gagnant |
| 228     | 17 mai       | IU                                | "Palette (en)"                    |                                   |
| 229     | 24 mai       | TWICE                             | "Signal (en)"                     |                                   |
| 230     | 31 mai       | TWICE                             | "Signal (en)"                     |                                   |
| 231     | 7 juin       | SEVENTEEN                         | "Don't Wanna Cry"                 |                                   |
| 232     | 14 juin      | SEVENTEEN                         | "Don't Wanna Cry"                 |                                   |
| 233     | 21 juin      | G-Dragon                          | "Untitled, 2014 (en)"             |                                   |
| 234     | 28 juin      | Mamamoo                           | "Yes I Am"                        |                                   |
| 235     | 5 juillet    | Apink                             | "Five"                            |                                   |
| 236     | 12 juillet   | Apink                             | "Five"                            |                                   |
| 237     | 19 juillet   | Red Velvet                        | "Red Flavor (en)"                 |                                   |
| 238     | 26 juillet   | EXO                               | "Ko Ko Bop"                       |                                   |
| 239     | 2 août       | EXO                               | "Ko Ko Bop"                       |                                   |
| 240     | 9 août       | GFriend                           | "Love Whisper (en)"               |                                   |
| 241     | 16 août      | Wanna One                         | "Energetic (en)"                  |                                   |
| 242     | 23 août      | Wanna One                         | "Energetic (en)"                  |                                   |
| 243     | 30 août      | Wanna One                         | "Energetic (en)"                  |                                   |
| 244     | 6 septembre  | Sunmi                             | "Gashina"                         |                                   |
| 245     | 13 septembre | EXO                               | "Power"                           |                                   |
| 246     | 20 septembre | Émission spéciale, pas de gagnant | Émission spéciale, pas de gagnant | Émission spéciale, pas de gagnant |
| 247     | 27 septembre | BTS                               | "DNA (en)"                        |                                   |
| —       | 4 octobre    | Pas d'émission                    | Pas d'émission                    | Pas d'émission                    |
| —       | 11 octobre   | Pas d'émission                    | Pas d'émission                    | Pas d'émission                    |
| 248     | 18 octobre   | Émission spéciale, pas de gagnant | Émission spéciale, pas de gagnant | Émission spéciale, pas de gagnant |
| 249     | 25 octobre   | BtoB                              | "Missing You"                     |                                   |
| 250     | 1er novembre | BtoB                              | "Missing You"                     |                                   |
| 251     | 8 novembre   | TWICE                             | "Likey (en)"                      |                                   |
| 252     | 15 novembre  | SEVENTEEN                         | "Clap"                            |                                   |
| 253     | 22 novembre  | Wanna One                         | "Beautiful (en)"                  |                                   |
| —       | 29 novembre  | Pas d'émission                    | Pas d'émission                    | Pas d'émission                    |
| —       | 6 décembre   | Pas d'émission                    | Pas d'émission                    | Pas d'émission                    |
| —       | 13 décembre  | Pas d'émission                    | Pas d'émission                    | Pas d'émission                    |
| —       | 20 décembre  | Pas d'émission                    | Pas d'émission                    | Pas d'émission                    |
| —       | 27 décembre  | Pas d'émission                    | Pas d'émission                    | Pas d'émission                    |

### 2018
| Episode | Date         | Artiste                           | Chanson                           |                                   |
| ------- | ------------ | --------------------------------- | --------------------------------- | --------------------------------- |
| —       | 3 janvier    | Pas d'émission                    | Pas d'émission                    | Pas d'émission                    |
| 254     | 10 janvier   | Émission spéciale, pas de gagnant | Émission spéciale, pas de gagnant | Émission spéciale, pas de gagnant |
| 255     | 17 janvier   | Infinite                          | "Tell Me"                         |                                   |
| 256     | 24 janvier   | Oh My Girl                        | "Secret Garden (en)"              |                                   |
| 257     | 31 janvier   | Momoland                          | "Bboom Bboom (en)"                |                                   |
| 258     | 7 février    | Red Velvet                        | "Bad Boy (en)"                    |                                   |
| 259     | 14 février   | SEVENTEEN                         | "Thanks"                          |                                   |
| —       | 21 février   | Pas d'émission                    | Pas d'émission                    | Pas d'émission                    |
| —       | 28 février   | Pas d'émission                    | Pas d'émission                    | Pas d'émission                    |
| 260     | 7 mars       | iKON                              | "Love Scenario (en)"              |                                   |
| 261     | 14 mars      | Mamamoo                           | "Starry Night"                    |                                   |
| 262     | 21 mars      | Wanna One                         | "I Promise You (I.P.U.) (en)"     |                                   |
| 263     | 28 mars      | Wanna One                         | "Boomerang (en)"                  |                                   |
| 264     | 4 avril      | Wanna One                         | "Boomerang (en)"                  |                                   |
| 265     | 11 avril     | Émission spéciale, pas de gagnant | Émission spéciale, pas de gagnant | Émission spéciale, pas de gagnant |
| 266     | 18 avril     | TWICE                             | "What Is Love? (en)"              |                                   |
| 267     | 25 avril     | TWICE                             | "What Is Love? (en)"              |                                   |
| 268     | 2 mai        | TWICE                             | "What Is Love? (en)"              |                                   |
| 269     | 9 mai        | GFriend                           | "Time for the Moon Night (en)"    |                                   |
| 270     | 16 mai       | GFriend                           | "Time for the Moon Night (en)"    |                                   |
| 271     | 23 mai       | Émission spéciale, pas de gagnant | Émission spéciale, pas de gagnant | Émission spéciale, pas de gagnant |
| 272     | 30 mai       | BTS                               | "Fake Love (en)"                  |                                   |
| —       | 6 juin       | Pas d'émission                    | Pas d'émission                    | Pas d'émission                    |
| 273     | 13 juin      | Wanna One                         | "Light (en)"                      |                                   |
| 274     | 20 juin      | Wanna One                         | "Light (en)"                      |                                   |
| 275     | 27 juin      | BtoB                              | "Only One For Me"                 |                                   |
| —       | 4 juillet    | Pas d'émission                    | Pas d'émission                    | Pas d'émission                    |
| 276     | 11 juillet   | Apink                             | "I'm So Sick"                     |                                   |
| 277     | 18 juillet   | TWICE                             | "Dance the Night Away (en)"       |                                   |
| 278     | 25 juillet   | SEVENTEEN                         | "Oh My!"                          |                                   |
| —       | 1er août     | Pas d'émission                    | Pas d'émission                    | Pas d'émission                    |
| 279     | 8 août       | Émission spéciale, pas de gagnant | Émission spéciale, pas de gagnant | Émission spéciale, pas de gagnant |
| 280     | 15 août      | Red Velvet                        | "Power Up (en)"                   |                                   |
| 281     | 22 août      | Red Velvet                        | "Power Up (en)"                   |                                   |
| 282     | 29 août      | (G)I-dle                          | "Hann (Alone) (en)"               |                                   |
| 283     | 5 septembre  | BTS                               | "Idol"                            |                                   |
| 284     | 12 septembre | BTS                               | "Idol"                            |                                   |
| 285     | 19 septembre | Sunmi                             | "Siren"                           |                                   |
| 286     | 26 septembre | Pas d'émission                    | Pas d'émission                    | Pas d'émission                    |
| 287     | 3 octobre    | Émission spéciale, pas de gagnant | Émission spéciale, pas de gagnant | Émission spéciale, pas de gagnant |
| 288     | 10 octobre   | iKON                              | "Goodbye Road"                    |                                   |
| 289     | 14 octobre   | iKON                              | "Goodbye Road"                    |                                   |
| —       | 24 octobre   | Pas d'émission                    | Pas d'émission                    | Pas d'émission                    |
| 290     | 31 octobre   | Monsta X                          | "Shoot Out"                       |                                   |
| —       | 7 novembre   | Pas d'émission                    | Pas d'émission                    | Pas d'émission                    |
| 290     | 14 novembre  | TWICE                             | "Yes or Yes (en)"                 |                                   |
| 292     | 21 novembre  | TWICE                             | "Yes or Yes (en)"                 |                                   |
| 293     | 28 novembre  | Wanna One                         | "Spring Breeze"                   |                                   |
| 294     | 5 décembre   | Wanna One                         | "Spring Breeze"                   |                                   |
| 295     | 12 décembre  | Mino                              | "Fiancé"                          |                                   |
| 296     | 19 décembre  | Mino                              | "Fiancé"                          |                                   |
| —       | 26 décembre  | Pas d'émission                    | Pas d'émission                    | Pas d'émission                    |

### 2019
| Episode | Date         | Artiste                           | Chanson                           |                                   |
| ------- | ------------ | --------------------------------- | --------------------------------- | --------------------------------- |
| 297     | 2 janvier    | Émission spéciale, pas de gagnant | Émission spéciale, pas de gagnant | Émission spéciale, pas de gagnant |
| 298     | 9 janvier    | Chungha                           | "Gotta Go (en)"                   |                                   |
| 299     | 16 janvier   | Apink                             | "%% (Eung Eung)"                  |                                   |
| 300     | 23 janvier   | GFriend                           | "Sunrise (en)"                    |                                   |
| 301     | 30 janvier   | SEVENTEEN                         | "Home"                            |                                   |
| 302     | 6 février    | Émission spéciale, pas de gagnant | Émission spéciale, pas de gagnant | Émission spéciale, pas de gagnant |
| 303     | 13 février   | SEVENTEEN                         | "Home"                            |                                   |
| 304     | 20 février   | Taemin                            | "Want"                            |                                   |
| 305     | 27 février   | Monsta X                          | "Alligator"                       |                                   |
| 306     | 6 mars       | (G)I-dle                          | Senorita (en)                     |                                   |
| 307     | 13 mars      | Ha Sung-woon (en)                 | "Bird"                            |                                   |
| 308     | 20 mars      | TXT                               | Crown (en)                        |                                   |
| 309     | 27 mars      | Mamamoo                           | "Gogobebe"                        |                                   |
| 310     | 3 avril      | Momoland                          | "I'm So Hot (en)"                 |                                   |
| 311     | 10 avril     | Iz*One                            | "Violeta (en)"                    |                                   |
| 312     | 17 avril     | Iz*One                            | "Violeta (en)"                    |                                   |
| 313     | 24 avril     | BTS                               | "Boy with Luv (en)"               |                                   |
| 314     | 1er mai      | TWICE                             | "Fancy (en)"                      |                                   |
| 315     | 8 mai        | NU'EST                            | "Bet Bet"                         |                                   |
| 316     | 15 mai       | Oh My Girl                        | "The Fifth Season (SSFWL)"        |                                   |
| 317     | 22 mai       | NU'EST                            | "Bet Bet"                         |                                   |
| 318     | 29 mai       | Kim Jae-hwan (en)                 | "Begin Again"                     |                                   |
| 319     | 5 juin       | AB6IX                             | "Breathe"                         |                                   |
| 320     | 12 juin      | NCT 127                           | "Superhuman (en)"                 |                                   |
| 321     | 19 juin      | Cosmic Girls                      | "Boogie Up"                       |                                   |
| 322     | 26 juin      | Red Velvet                        | "Zimzalabim (en)"                 |                                   |
| 323     | 3 juillet    | Chungha                           | "Snapping (en)"                   |                                   |
| 324     | 10 juillet   | GFriend                           | "Fever (en)"                      |                                   |
| 325     | 17 juillet   | Ha Sung-woon (en)                 | "Blue"                            |                                   |
| 326     | 24 juillet   | Day6                              | "Time of Our Life"                |                                   |
| —       | 31 juillet   | Pas d'émission                    | Pas d'émission                    | Pas d'émission                    |
| 327     | 7 août       | Itzy                              | "Icy (en)"                        |                                   |
| 328     | 14 août      | Itzy                              | "Icy (en)"                        |                                   |
| 329     | 21 août      | Itzy                              | "Icy (en)"                        |                                   |
| 330     | 28 août      | Red Velvet                        | "Umpah Umpah (en)"                |                                   |
| 331     | 4 septembre  | X1                                | "Flash (en)"                      |                                   |
| —       | 11 septembre | Pas d'émission                    | Pas d'émission                    | Pas d'émission                    |
| 332     | 18 septembre | X1                                | "Flash (en)"                      |                                   |
| 333     | 25 septembre | Bolbbalgan4                       | "Workaholic"                      |                                   |
| 334     | 2 octobre    | TWICE                             | "Feel Special (en)"               |                                   |
| 335     | 9 octobre    | TWICE                             | "Feel Special (en)"               |                                   |
| 336     | 16 octobre   | AB6IX                             | "Blind For Love"                  |                                   |
| 337     | 23 octobre   | Chen                              | "Shall We?"                       |                                   |
| 338     | 30 octobre   | NU'EST                            | "Love Me"                         |                                   |
| —       | 6 novembre   | Pas d'émission                    | Pas d'émission                    | Pas d'émission                    |
| —       | 13 novembre  | Pas d'émission                    | Pas d'émission                    | Pas d'émission                    |
| —       | 20 novembre  | Pas d'émission                    | Pas d'émission                    | Pas d'émission                    |
| —       | 27 novembre  | Pas d'émission                    | Pas d'émission                    | Pas d'émission                    |
| 339     | 4 décembre   | Mamamoo                           | "Hip (en)"                        |                                   |
| 340     | 11 décembre  | EXO                               | "Obsession"                       |                                   |
| —       | 18 décembre  | Pas d'émission                    | Pas d'émission                    | Pas d'émission                    |
| 341     | 25 décembre  | Émission spéciale, pas de gagnant | Émission spéciale, pas de gagnant | Émission spéciale, pas de gagnant |

### 2020
| Episode | Date         | Artiste        | Chanson                         |                |
| ------- | ------------ | -------------- | ------------------------------- | -------------- |
| —       | 1er janvier  | Pas d'émission | Pas d'émission                  | Pas d'émission |
| —       | 8 janvier    | Pas d'émission | Pas d'émission                  | Pas d'émission |
| —       | 15 janvier   | Pas d'émission | Pas d'émission                  | Pas d'émission |
| —       | 22 janvier   | Pas d'émission | Pas d'émission                  | Pas d'émission |
| —       | 29 janvier   | Pas d'émission | Pas d'émission                  | Pas d'émission |
| —       | 5 février    | Pas d'émission | Pas d'émission                  | Pas d'émission |
| —       | 12 février   | Pas d'émission | Pas d'émission                  | Pas d'émission |
| 342     | 19 février   | GFriend        | "Crossroads (en)"               |                |
| 343     | 26 février   | Iz*One         | "Fiesta (en)"                   |                |
| 344     | 4 mars       | BTS            | "On (en)"                       |                |
| 345     | 11 mars      | BTS            | "On (en)"                       |                |
| 346     | 18 mars      | BTS            | "On (en)"                       |                |
| 347     | 25 mars      | Itzy           | "Wannabe (en)"                  |                |
| 348     | 1er avril    | Itzy           | "Wannabe (en)"                  |                |
| 349     | 8 avril      | Kang Daniel    | "2U (en)"                       |                |
| —       | 15 avril     | Pas d'émission | Pas d'émission                  | Pas d'émission |
| 350     | 22 avril     | Apink          | "Dumhdurum"                     |                |
| 351     | 29 avril     | GOT7           | "Not By The Moon"               |                |
| 352     | 6 mai        | Oh My Girl     | "Nonstop"                       |                |
| 353     | 13 mai       | Astro          | "Knock"                         |                |
| 354     | 20 mai       | NU'EST         | "I'm in Trouble"                |                |
| 355     | 27 mai       | TXT            | "Can’t You See Me?"             |                |
| 356     | 3 juin       | Baekhyun       | "Candy (en)"                    |                |
| 357     | 10 juin      | TWICE          | "More & More (en)"              |                |
| 358     | 17 juin      | TWICE          | "More & More (en)"              |                |
| 359     | 24 juin      | Iz*One         | "Secret Story of the Swan (en)" |                |
| 360     | 1er juillet  | SEVENTEEN      | "Left & Right"                  |                |
| 361     | 8 juillet    | Blackpink      | "How You Like That (en)"        |                |
| 362     | 15 juillet   | Blackpink      | "How You Like That (en)"        |                |
| 363     | 22 juillet   | GFriend        | "Apple"                         |                |
| 364     | 29 juillet   | Blackpink      | "How You Like That (en)"        |                |
| 365     | 5 août       | Ateez          | "Inception"                     |                |
| 366     | 12 août      | (G)I-dle       | "Dumdi Dumdi (en)"              |                |
| 367     | 19 août      | (G)I-dle       | "Dumdi Dumdi (en)"              |                |
| 368     | 26 août      | Itzy           | "Not Shy (en)"                  |                |
| 369     | 2 septembre  | BTS            | "Dynamite"                      |                |
| 370     | 9 septembre  | BTS            | "Dynamite"                      |                |
| 371     | 16 septembre | BTS            | "Dynamite"                      |                |
| 372     | 23 septembre | Stray Kids     | "Back Door"                     |                |
| 373     | 30 septembre | The Boyz       | "The Stealer"                   |                |
| —       | 7 octobre    | Pas d'émission | Pas d'émission                  | Pas d'émission |
| 374     | 14 octobre   | Blackpink      | "Lovesick Girls"                |                |
| 375     | 21 octobre   | NCT U          | "Make A Wish (Birthday Song)"   |                |
| 376     | 28 octobre   | SEVENTEEN      | "Home;Run"                      |                |
| 377     | 4 novembre   | TWICE          | "I Can't Stop Me (en)"          |                |
| 378     | 11 novembre  | Monsta X       | "Love Killa"                    |                |
| 379     | 18 novembre  | GFriend        | "Mago (en)"                     |                |
| 380     | 25 novembre  | AKMU           | "Happening"                     |                |
| —       | 2 décembre   | Pas d'émission | Pas d'émission                  | Pas d'émission |
| —       | 9 décembre   | Pas d'émission | Pas d'émission                  | Pas d'émission |
| —       | 16 décembre  | Pas d'émission | Pas d'émission                  | Pas d'émission |
| —       | 23 décembre  | Pas d'émission | Pas d'émission                  | Pas d'émission |
| —       | 30 décembre  | Pas d'émission | Pas d'émission                  | Pas d'émission |

### 2021
Depuis le 14 juillet, Show Champion révèle les scores comme les autres émissions musicales.
| Episode | Date          | Artiste        | Chanson                            | Points         |
| ------- | ------------- | -------------- | ---------------------------------- | -------------- |
| —       | 6 janvier     | Pas d'émission | Pas d'émission                     | Pas d'émission |
| —       | 13 janvier    | Pas d'émission | Pas d'émission                     | Pas d'émission |
| 381     | 20 janvier    | (G)I-dle       | "Hwaa (en)"                        | —              |
| —       | 27 janvier    | Pas d'émission | Pas d'émission                     | Pas d'émission |
| 382     | 3 février     | Golden Child   | "Burn It"                          | —              |
| 383     | 10 février    | IU             | "Celebrity (en)"                   | —              |
| —       | 17 février    | Pas d'émission | Pas d'émission                     | Pas d'émission |
| 384     | 24 février    | Kang Daniel    | "Paranoia"                         | —              |
| 385     | 3 mars        | SHINee         | "Don't Call Me"                    | —              |
| 386     | 10 mars       | SHINee         | "Don't Call Me"                    | —              |
| 387     | 17 mars       | Brave Girls    | "Rollin' (en)"                     | —              |
| 388     | 24 mars       | Rosé           | "On the Ground (en)"               | —              |
| —       | 31 mars       | Pas d'émission | Pas d'émission                     | Pas d'émission |
| 389     | 7 avril       | IU             | "Lilac"                            | —              |
| 390     | 14 avril      | Astro          | "One"                              | —              |
| 391     | 21 avril      | Kang Daniel    | "Antidote"                         | —              |
| —       | 28 avril      | Pas d'émission | Pas d'émission                     | Pas d'émission |
| 392     | 5 mai         | Enhypen        | "Drunk-Dazed"                      | —              |
| 393     | 12 mai        | Itzy           | "In the Morning (en)"              | —              |
| 394     | 19 mai        | NCT Dream      | "Hot Sauce (en)"                   | —              |
| 395     | 26 mai        | Oh My Girl     | "Dun Dun Dance"                    | —              |
| 396     | 2 juin        | BTS            | "Butter (en)"                      | —              |
| 397     | 9 juin        | TXT            | "0X1=Lovesong (I Know I Love You)" | —              |
| 398     | 16 juin       | BTS            | "Butter (en)"                      | —              |
| 399     | 23 juin       | BTS            | "Butter (en)"                      | —              |
| 400     | 30 juin       | SEVENTEEN      | "Ready to Love"                    | —              |
| —       | 7 juillet     | Pas d'émission | Pas d'émission                     | Pas d'émission |
| 401     | 14 juillet    | NCT Dream      | "Hello Future"                     | 6,475          |
| 402     | 21 juillet    | BTS            | "Permission to Dance (en)"         | 8,000          |
| 403     | 28 juillet    | BTS            | "Permission to Dance (en)"         | 8,000          |
| —       | 4 août        | Pas d'émission | Pas d'émission                     | Pas d'émission |
| 404     | 11 août       | ASTRO          | "After Midnight"                   | 5,648          |
| 405     | 18 août       | THE BOYZ       | "Thrill Ride"                      | 6,888          |
| 406     | 25 août       | TXT            | "Loser=Lover"                      | 6,218          |
| 407     | 1er septembre | Stray Kids     | "Thunderous (en)"                  | 7,159          |
| 408     | 8 septembre   | Stray Kids     | "Thunderous (en)"                  | 5,393          |
| 409     | 15 septembre  | StayC          | "Stereotype (en)"                  | 8,161          |
| 410     | 22 septembre  | Ateez          | "Deja Vu"                          | 5,413          |
| 411     | 29 septembre  | NCT 127        | "Sticker (en)"                     | 7,160          |
| —       | 6 octobre     | Pas d'émission | Pas d'émission                     | Pas d'émission |
| 412     | 13 octobre    | Aespa          | "Savage (en)"                      | 10,699         |
| 413     | 20 octobre    | Enhypen        | "Tamed-Dashed"                     | 6,215          |
| —       | 27 octobre    | Pas d'émission | Pas d'émission                     | Pas d'émission |
| 414     | 3 novembre    | SEVENTEEN      | "Rock with you"                    | 5,310          |
| 415     | 10 novembre   | The Boyz       | "Maverick"                         | 6,377          |
| 416     | 17 novembre   | Oneus          | "Luna"                             | 5,638          |
| 417     | 24 novembre   | Monsta X       | "Rush Hour"                        | 5,920          |
| 418     | 1er décembre  | Monsta X       | "Rush Hour"                        | 4,836          |
| 419     | 8 décembre    | IVE            | "ELEVEN (en)"                      | 8,075          |
| 420     | 15 décembre   | IVE            | "ELEVEN (en)"                      | 6,243          |
| —       | 22 décembre   | Pas d'émission | Pas d'émission                     | Pas d'émission |
| —       | 29 décembre   | Pas d'émission | Pas d'émission                     | Pas d'émission |

### 2022
| Episode | Date         | Artiste        | Chanson              | Points         |
| ------- | ------------ | -------------- | -------------------- | -------------- |
| —       | 5 janvier    | Pas d'émission | Pas d'émission       | Pas d'émission |
| —       | 12 janvier   | Pas d'émission | Pas d'émission       | Pas d'émission |
| 421     | 19 janvier   | Enhypen        | "Blessed-Cursed"     | 7 178          |
| 422     | 26 janvier   | Fromis 9       | "DM (en)"            | 7 642          |
| —       | 2 février    | Pas d'émission | Pas d'émission       | Pas d'émission |
| —       | 9 février    | Pas d'émission | Pas d'émission       | Pas d'émission |
| 423     | 16 février   | Viviz          | "Bop Bop! (en)"      | 7 541          |
| 424     | 23 février   | TREASURE       | "Jikjin"             | 5 486          |
| 425     | 2 mars       | BtoB           | "The Song"           | 5 334          |
| 426     | 9 mars       | StayC          | "Run2U (en)"         | 5 022          |
| —       | 16 mars      | Pas d'émission | Pas d'émission       | Pas d'émission |
| 427     | 23 mars      | (G)I-dle       | "Tomboy (en)"        | 6 843          |
| 428     | 30 mars      | Stray Kids     | "Maniac (en)"        | 6 020          |
| 429     | 6 avril      | NCT Dream      | "Glitch Mode (en)"   | 5 598          |
| 430     | 13 avril     | IVE            | "Love Dive (en)"     | 6 437          |
| 431     | 20 avril     | Dreamcatcher   | "Maison"             | 6 545          |
| —       | 27 avril     | Pas d'émission | Pas d'émission       | Pas d'émission |
| 432     | 4 mai        | Monsta X       | "Love"               | 4 383          |
| 433     | 11 mai       | PSY            | "That That (en)"     | 4 514          |
| 434     | 18 mai       | PSY            | "That That (en)"     | 4 506          |
| 435     | 25 mai       | ASTRO          | "Candy Sugar Pop"    | 7 237          |
| 436     | 1er juin     | Le Sserafim    | "Fearless (en)"      | 5 127          |
| 437     | 8 juin       | NCT Dream      | "Beatbox (en)"       | 9 810          |
| 438     | 15 juin      | BTS            | "Yet to Come (en)"   | 8 000          |
| —       | 22 juin      | Pas d'émission | Pas d'émission       | Pas d'émission |
| 439     | 29 juin      | LOONA          | "Flip That (en)"     | 5 439          |
| 440     | 6 juillet    | Fromis 9       | "Stay This Way (en)" | 8 690          |
| 441     | 13 juillet   | Enhypen        | "Future Perfect"     | 6 263          |
| 442     | 20 juillet   | Aespa          | "Girls (en)"         | 6 777          |
| 443     | 27 juillet   | SEVENTEEN      | "_World"             | 6 442          |
| 444     | 3 août       | ATEEZ          | "Guerilla"           | 6 189          |
| 445     | 10 août      | ATEEZ          | "Guerilla"           | 5 894          |
| —       | 17 août      | Pas d'émission | Pas d'émission       | Pas d'émission |
| 446     | 24 août      | BLACKPINK      | "Pink Venom"         | 4 435          |
| 447     | 31 août      | IVE            | "After Like (en)"    | 8 632          |
| 448     | 7 septembre  | IVE            | "After Like (en)"    | 5 458          |
| 449     | 14 septembre | Oneus          | "Same Scent"         | 7 450          |
| 450     | 21 septembre | BLACKPINK      | "Shut Down"          | 5 227          |
| 451     | 28 septembre | BLACKPINK      | "Shut Down"          | 7 022          |
| 452     | 5 octobre    | BLACKPINK      | "Shut Down"          | 6 764          |
| 453     | 12 octobre   | Stray Kids     | "Case 143 (en)"      | 6 733          |
| 454     | 19 octobre   | Stray Kids     | "Case 143 (en)"      | 6 308          |
| 455     | 26 octobre   | (G)I-dle       | "Nxde (en)"          | 8 771          |
| —       | 2 novembre   | Pas d'émission | Pas d'émission       | Pas d'émission |
| 456     | 9 novembre   | (G)I-dle       | "Nxde (en)"          | 5 435          |
| 457     | 16 novembre  | Highlight      | "Alone"              | 5 958          |
| 458     | 23 novembre  | Verivery (en)  | "Tap Tap"            | 4 858          |
| 459     | 30 novembre  | Tempest        | "Dragon"             | 7 549          |
| 460     | 7 décembre   | Red Velvet     | "Birthday (en)"      | 6 022          |
| 461     | 14 décembre  | Red Velvet     | "Birthday (en)"      | 3 936          |
| —       | 21 décembre  | Pas d'émission | Pas d'émission       | Pas d'émission |
| —       | 28 décembre  | Pas d'émission | Pas d'émission       | Pas d'émission |

### 2023
| Episode | Date         | Artiste               | Chanson                               | Points         |
| ------- | ------------ | --------------------- | ------------------------------------- | -------------- |
| —       | 4 janvier    | Pas d'émission        | Pas d'émission                        | Pas d'émission |
| —       | 11 janvier   | Pas d'émission        | Pas d'émission                        | Pas d'émission |
| —       | 18 janvier   | Pas d'émission        | Pas d'émission                        | Pas d'émission |
| —       | 25 janvier   | Pas d'émission        | Pas d'émission                        | Pas d'émission |
| —       | 1er février  | Pas d'émission        | Pas d'émission                        | Pas d'émission |
| 462     | 8 février    | NCT 127               | "Ay-Yo"                               | 4 751          |
| 463     | 15 février   | BSS                   | "Fighting (en)"                       | 5 963          |
| 464     | 22 février   | STAYC                 | "Teddy Bear (en)"                     | 6 240          |
| 465     | 1er mars     | The Boyz              | "Roar"                                | 4 839          |
| 466     | 8 mars       | STAYC                 | "Teddy Bear (en)"                     | 6 083          |
| 467     | 15 mars      | Pas de gagnant        | Pas de gagnant                        | Pas de gagnant |
| 468     | 22 mars      | Twice                 | "Set Me Free (en)"                    | 5 120          |
| 469     | 29 mars      | Nmixx                 | "Love Me Like This (en)"              | 9 176          |
| 470     | 5 avril      | Jisoo                 | "Flower (en)"                         | 6 990          |
| 471     | 12 avril     | Jisoo                 | "Flower (en)"                         | 7 058          |
| 472     | 19 avril     | IVE                   | "I Am (en)"                           | 6 607          |
| 473     | 26 avril     | Jisoo                 | "Flower (en)"                         | 4 870          |
| 474     | 3 mai        | Seventeen             | "Super (en)"                          | 5 706          |
| 475     | 10 mai       | Le Sserafim           | "Unforgiven (en)"                     | 7 521          |
|         | 17 mai       | Pas d'émission        | Pas d'émission                        | Pas d'émission |
| 476     | 24 mai       | (G)I-dle              | "Queencard (en)"                      | 8 141          |
| 477     | 31 mai       | Dreamcatcher          | "Bon Voyage"                          | 4 732          |
| 478     | 7 juin       | Stray Kids            | "S-Class (en)"                        | 4 790          |
| 479     | 14 juin      | Stray Kids            | "S-Class (en)"                        | 5 149          |
| 480     | 21 juin      | Ateez                 | "BOUNCY (K-HOT CHILLI PEPPER)"        | 5 821          |
| 481     | 28 juin      | Lim Young Wooong (en) | "Grain of Sand"                       | 5 310          |
| 482     | 5 juillet    | Shinee                | "HARD"                                | 7 946          |
| 483     | 12 juillet   | Shinee                | "HARD"                                | 6 578          |
| 484     | 19 juillet   | Zerobaseone           | "In Bloom (en)"                       | 6 425          |
| 485     | 26 juillet   | NCT Dream             | "ISTJ"                                | 5 387          |
| 486     | 2 août       | Jungkook              | "Seven (feat.Latto) Clean ver." (en)" | 5 545          |
| 487     | 9 août       | Jungkook              | "Seven (feat.Latto) Clean ver." (en)" | 5 311          |
| 488     | 16 août      | NewJeans              | "Super Shy (en)"                      | 3 779          |
| —       | 23 août      | Pas d'émission        | Pas d'émission                        | Pas d'émission |
| 489     | 30 août      | Everglow              | "SLAY (en)"                           | 4 392          |
| 490     | 6 septembre  | NCT U                 | "Baggy Jeans"                         | 4 982          |
| 491     | 13 septembre | BOYNEXTDOOR           | "But Sometimes"                       | 4 486          |
| 492     | 20 septembre | V                     | "Slow Dancing (en)"                   | 4 599          |
| 493     | 27 septembre | Tempest               | "Vroom Vroom"                         | 5 317          |
| 494     | 4 octobre    | Pas de gagnant        | Pas de gagnant                        | Pas de gagnant |
| 495     | 11 octobre   | NCT 127               | "Fact Check"                          | 7 059          |
| 496     | 18 octobre   | NCT 127               | "Fact Check"                          | 5 082          |
| 497     | 25 octobre   | IVE                   | "Baddie (en)"                         | 4 958          |
| 498     | 1er novembre | Seventeen             | "God of Music (en)"                   | 7 061          |
| 499     | 8 novembre   | NiziU                 | "Heartris"                            | 4 149          |
| 500     | 15 novembre  | Stray Kids            | "Lalalala (en)"                       | 5 500          |
| —       | 22 novembre  | Pas d'émission        | Pas d'émission                        | Pas d'émission |
| —       | 29 novembre  | Pas d'émission        | Pas d'émission                        | Pas d'émission |
| 501     | 6 décembre   | Ateez                 | "Crazy Form"                          | 5 051          |
| —       | 13 décembre  | Pas d'émission        | Pas d'émission                        | Pas d'émission |
| —       | 20 décembre  | Pas d'émission        | Pas d'émission                        | Pas d'émission |
| —       | 27 décembre  | Pas d'émission        | Pas d'émission                        | Pas d'émission |

### 2024
| Episode | Date         | Artiste             | Chanson                                    | Points          |
| ------- | ------------ | ------------------- | ------------------------------------------ | --------------- |
| —       | 3 janvier    | Pas d'émission      | Pas d'émission                             | Pas d'émission  |
| —       | 10 janvier   | Pas d'émission      | Pas d'émission                             | Pas d'émission  |
| —       | 17 janvier   | Pas d'émission      | Pas d'émission                             | Pas d'émission  |
| 502     | 24 janvier   | Nmixx               | "Dash (en)"                                | 6 849           |
| 503     | 31 janvier   | Evnne               | "Ugly"                                     | 4 802           |
| 504     | 7 février    | (G)I-dle            | "Super Lady (en)"                          | 6 964           |
| 505     | 14 février   | TWS (en)            | "Plot Twist"                               | 5 537           |
| 506     | 21 février   | TWS (en)            | "Plot Twist"                               | 5 384           |
| 507     | 28 février   | Le Sserafim         | "Easy (en)"                                | 4 261           |
| 508     | 6 mars       | Plave (en)          | "Way 4 Luv"                                | 4 462           |
| 509     | 13 mars      | NCT Wish            | "Wish (Korean ver.) (en)"                  | 3 891           |
| 510     | 20 mars      | Tempest             | "Lighthouse"                               | 5 861           |
| 511     | 27 mars      | The Boyz            | "Nectar"                                   | 5 025           |
| 512     | 3 avril      | NCT Dream           | "Smoothie"                                 | 7 210           |
| 513     | 10 avril     | TXT                 | "Deja Vu"                                  | 4 476           |
| 514     | 17 avril     | Illit               | "Magnetic (en)"                            | 4 188           |
| 515     | 24 avril     | BOYNEXTDOOR         | "Earth, Wind & Fire (en)"                  | 7 009           |
| 516     | 1er mai      | Doyoung             | "Little Night"                             | 5 116           |
| 517     | 8 mai        | Seventeen           | "Maestro (en)"                             | 5 988           |
| —       | 15 mai       | Pas d'émission      | Pas d'émission                             | Pas d'émission  |
| 518     | 22 mai       | Zerobaseone         | "Feel the Pop (en)"                        | 5 858           |
| 519     | 29 mai       | NewJeans            | "How Sweet (en)"                           | 5 759           |
| 520     | 5 juin       | Aespa               | "Armageddon (en)"                          | 4 611           |
| 521     | 12 juin      | Kep1er              | "Shooting Star"                            | 5 049           |
| 522     | 19 juin      | Nayeon              | "ABCD (en)"                                | 4 644           |
| 523     | 26 juin      | Riize               | "Boom Boom Bass"                           | 8 098           |
| 524     | 4 juillet    | TWS (en)            | "If I'm S, Can You Be My N?"               | 7 139           |
| 525     | 10 juillet   | NCT Wish            | "Songbird (Korean ver.) (en)"              | 4 779           |
| 526     | 17 juillet   | Kiss of Life        | "Sticky"                                   | 4 720           |
| —       | 24 juillet   | Pas d'émission      | Pas d'émission                             | Pas d'émission  |
| 527     | 31 juillet   | Stray Kids          | "Chk Chk Boom (en)"                        | 5 858           |
| 528     | 7 août       | Stray Kids          | "Chk Chk Boom (en)"                        | 6 998           |
| 529     | 14 août      | Stray Kids          | "Chk Chk Boom (en)"                        | 7 142           |
| —       | 21 août      | Pas d'émission      | Pas d'émission                             | Pas d'émission  |
| 530     | 28 août      | Épisode spécial     | Épisode spécial                            | Épisode spécial |
| 531     | 4 septembre  | Zerobaseone         | "Good So Bad"                              | 5 794           |
| 532     | 11 septembre | Le Sserafim         | "Crazy (en)"                               | 4 777           |
| 533     | 18 septembre | Pas de gagnant      | Pas de gagnant                             | Pas de gagnant  |
| 534     | 25 septembre | P1Harmony           | "Sad Song"                                 | 6 219           |
| 535     | 2 octobre    | Kang Daniel         | "Electric Shock"                           | 4 634           |
| 536     | 9 octobre    | QWER                | "My Name is Malgeum"                       | 5 156           |
| —       | 16 octobre   | Pas d'émission      | Pas d'émission                             | Pas d'émission  |
| 537     | 23 octobre   | SEVENTEEN           | "Love, Money, Fame (feat. DJ Khaled) (en)" | 6 448           |
| 538     | 30 octobre   | aespa               | "Whiplash (en)"                            | 6 243           |
| 539     | 6 novembre   | The Boyz            | "TRIGGER (導火線)"                         | 4 878           |
| 540     | 13 novembre  | Tomorrow X Together | "Over the Moon"                            | 4 992           |
| 541     | 20 novembre  | NCT Dream           | "When I'm With You"                        | 7 169           |
| —       | 27 novembre  | Pas d'émission      | Pas d'émission                             | Pas d'émission  |
| 542     | 4 décembre   | WayV                | "Frequency (Korean Ver.)"                  | 4 859           |
| —       | 11 décembre  | Pas d'émission      | Pas d'émission                             | Pas d'émission  |
| —       | 18 décembre  | Pas d'émission      | Pas d'émission                             | Pas d'émission  |
| —       | 25 décembre  | Pas d'émission      | Pas d'émission                             | Pas d'émission  |

### 2025
| Episode | Date        | Artiste        | Chanson         | Points         |
| ------- | ----------- | -------------- | --------------- | -------------- |
| —       | 1er janvier | Pas d'émission | Pas d'émission  | Pas d'émission |
| —       | 8 janvier   | Pas d'émission | Pas d'émission  | Pas d'émission |
| —       | 15 janvier  | Pas d'émission | Pas d'émission  | Pas d'émission |
| —       | 22 janvier  | Pas d'émission | Pas d'émission  | Pas d'émission |
| —       | 29 janvier  | Pas d'émission | Pas d'émission  | Pas d'émission |
| —       | 5 février   | Pas d'émission | Pas d'émission  | Pas d'émission |
| 543     | 12 février  | PLAVE          | "Dash"          | 6 852          |
| —       | 19 février  | Pas d'émission | Pas d'émission  | Pas d'émission |
| 544     | 26 février  | ONF            | "The Stranger"  | 6 519          |
| 545     | 5 mars      | Zerobaseone    | "BLUE"          | 6 917          |
| 546     | 12 mars     | G-Dragon       | "Too Bad"       | 4 892          |
| 547     | 19 mars     | TREASURE       | "Yellow"        | 4 259          |
| 548     | 26 mars     | Nmixx          | "Know About Me" | 6 865          |
| 549     | 2 avril     | JENNIE         | "Like Jennie"   | 4 543          |
| 550     | 9 avril     | NiziU          | "Love Line"     | 4 823          |
| 551     | 16 avril    | Mark           | "1999"          | 5 592          |
| 552     | 23 avril    | Unis           | "Swicy"         | 6 467          |
| 553     | 30 avril    | TWS (en)       | "Countdown"     | 9 394          |
| —       | 7 mai       | Pas d'émission | Pas d'émission  | Pas d'émission |
| 554     | 14 mai      | P1Harmony      | "Duh!"          | 6 500          |
| 555     | 21 mai      | tripleS        | "Are You Alive" | 5 758          |